# 毛乌蔹莓
毛乌蔹莓（学名：Cayratia japonica var. mollis）是葡萄科乌蔹莓属烏蘞莓的变种。分布于印度以及中国大陆的广东、广西、贵州、海南、云南等地，生长于海拔300米至2,200米的地区，常生长在山谷林中及山坡灌丛中，目前尚未由人工引种栽培。